# Dom som aldrig ser
Dom som aldrig ser är den första delen i musikproducenten Viktor Ax EP-trilogi om de tre aporna och släpptes 6 mars 2015 tillsammans med musikvideon till spåret "Ögonen på vinsten" ft. Dani M, Ozzy, Abidaz och Piraterna. . Medverkande artister är bland annat Dani M och Abidaz. 

## Låtlista
| Nr           | Titel                                                      | Längd |
| ------------ | ---------------------------------------------------------- | ----- |
| 1.           | Intro - Den blinde                                         | 0:36  |
| 2.           | Finns ingen (med Ozzy, Lazee och Adam)                     | 3:21  |
| 3.           | Ögonen på vinsten (med Dani M, Ozzy, Abidaz och Piraterna) | 3:46  |
| 4.           | Fvck aina (mecka en till) (med Denz)                       | 3:08  |
| 5.           | Svart allt (med Rez)                                       | 2:56  |
| 6.           | Rik på inget (med Allyawan)                                | 3:47  |
| Total längd: | Total längd:                                               | 17:34 |